# ونگئونس
ونگئونس (به فرانسوی: Vengeons) یک کمون در فرانسه است که در Canton of Sourdeval واقع شده‌است.

## خصوصیات
ونگئونس ۱۵٫۷۵ کیلومترمربع مساحت و ۵۰۰ نفر جمعیت دارد و ۳۵۸ متر بالاتر از سطح دریا واقع شده‌است.